# Pleuraphodius olkokolae
Pleuraphodius olkokolae är en skalbaggsart som beskrevs av S. Endrödi 1971. Pleuraphodius olkokolae ingår i släktet Pleuraphodius och familjen Aphodiidae. Inga underarter finns listade i Catalogue of Life.